# 볼 빨간 당신
《볼 빨간 당신》은 2018년 9월 11일부터 2019년 1월 29일까지만 종영되는 KBS 2TV 리얼 버라이어티 프로그램이다.

## 방송 시간
| 방송 채널 | 방송 기간                          | 방송 시간                    | 비고      |
| --------- | ---------------------------------- | ---------------------------- | --------- |
| KBS 2TV   | 2018년 9월 11일 ~ 2018년 10월 16일 | 매주 화요일 밤 11:10 ~ 12:40 | 독립 편성 |
| KBS 2TV   | 2018년 10월 23일 ~ 2019년 1월 22일 | 매주 화요일 밤 11:10 ~ 12:35 | 독립 편성 |
| KBS 2TV   | 2019년 1월 29일                    | 화요일 밤 11:05 ~ 12:40      | 독립 편성 |

## 시청률
| 회차 | 방송일           | AGB 시청률     |
| 회차 | 방송일           | 대한민국(전국) |
| ---- | ---------------- | -------------- |
| 1    | 2018년 9월 11일  | 2.5%           |
| 2    | 2018년 9월 18일  | 2.3%           |
| 3    | 2018년 9월 25일  | 2.1%           |
| 4    | 2018년 10월 2일  | 2.5%           |
| 5    | 2018년 10월 9일  | 1.9%           |
| 6    | 2018년 10월 16일 | 2.3%           |
| 7    | 2018년 10월 23일 | 1.8%           |
| 8    | 2018년 10월 30일 | 1.6%           |
| 9    | 2018년 11월 6일  | 1.7%           |
| 10   | 2018년 11월 13일 | 2.0%           |
| 11   | 2018년 11월 20일 | 2.0%           |
| 12   | 2018년 12월 4일  | 1.8%           |
| 13   | 2018년 12월 11일 | 1.8%           |
| 14   | 2018년 12월 18일 | 1.5%           |
| 15   | 2018년 12월 25일 | 4.2%           |
| 16   | 2019년 1월 1일   | 1.6%           |
| 17   | 2019년 1월 8일   | 1.8%           |
| 18   | 2019년 1월 15일  | 1.8%           |
| 19   | 2019년 1월 22일  | 1.5%           |
| 20   | 2019년 1월 29일  | 1.3%           |

## 결방 사유
- 2018년 11월 27일 : KBS 월화드라마 최고의 이혼 4회 연속 방송으로 결방.
- 2018년 12월 25일 : 성탄 특선 영화 월요일이 사라졌다 편성 관계로 성탄 특집으로 저녁 8시 30분에 편성.